# آدریا گوئررو
آدریا گوئررو (انگلیسی: Adrià Guerrero؛ زادهٔ ۲۸ ژانویهٔ ۱۹۹۸) بازیکن فوتبال اهل اسپانیا است که در باشگاه سوئیسی اف‌سی زوریخ در پست مدافع چپ بازی می‌کند.